# The Pitt (serie televisiva)
The Pitt è una serie televisiva statunitense ideata da R. Scott Gemmill, vede come protagonista Noah Wyle e ha debuttato il 9 gennaio 2025 su Max.
Ogni episodio della serie copre un'ora di un singolo turno di 15 ore del pronto soccorso presso il fittizio Pittsburgh Trauma Medical Hospital.

## Episodi
| Stagione       | Episodi | Pubblicazione USA | Prima TV Italia |
| -------------- | ------- | ----------------- | --------------- |
| Prima stagione | 15      | 2025              | 2025            |

## Personaggi e interpreti

### Principali
- Dott. Michael "Robby" Robinavitch, interpretato da Noah Wyle.
Medico del pronto soccorso del Pittsburgh Trauma Medical Hospital, che si sta ancora riprendendo dalle sue esperienze traumatiche durante la pandemia di COVID-19.
- Dott.ssa Heather Collins, interpretata da Tracy Ifeachor.
Medico specializzando all'ultimo anno del pronto soccorso che si trova spesso in disaccordo con Robby.
- Dott. Frank Langdon, interpretato da Patrick Ball.
Medico specializzando all'ultimo anno e braccio destro di Robby.
- Dana Evans, interpretata da Katherine LaNasa.
Caposala del pronto soccorso.
- Dott.ssa Samira Mohan, interpretata da Supriya Ganesh.
Medico specializzando al terzo anno.
- Dott.ssa Cassie McKay, interpretata da Fiona Dourif.
Medico specializzando al secondo anno di 42 anni.
- Dott.ssa Melissa "Mel" King, interpretata da Taylor Dearden.
Medico specializzando al secondo anno che ha lavorato con i veterani dell'esercito.
- Dott.ssa Trinity Santos, interpretata da Isa Briones.
Specializzanda molto sicura di sé.
- Dennis Whitaker, interpretato Gerran Howell.
Studente di medicina al quarto anno che non ha fiducia in sé stesso.
- Victoria Javadi, interpretata da Shabana Azeez.
Studentessa di medicina al terzo anno che viene ignorata a causa della sua giovane età.

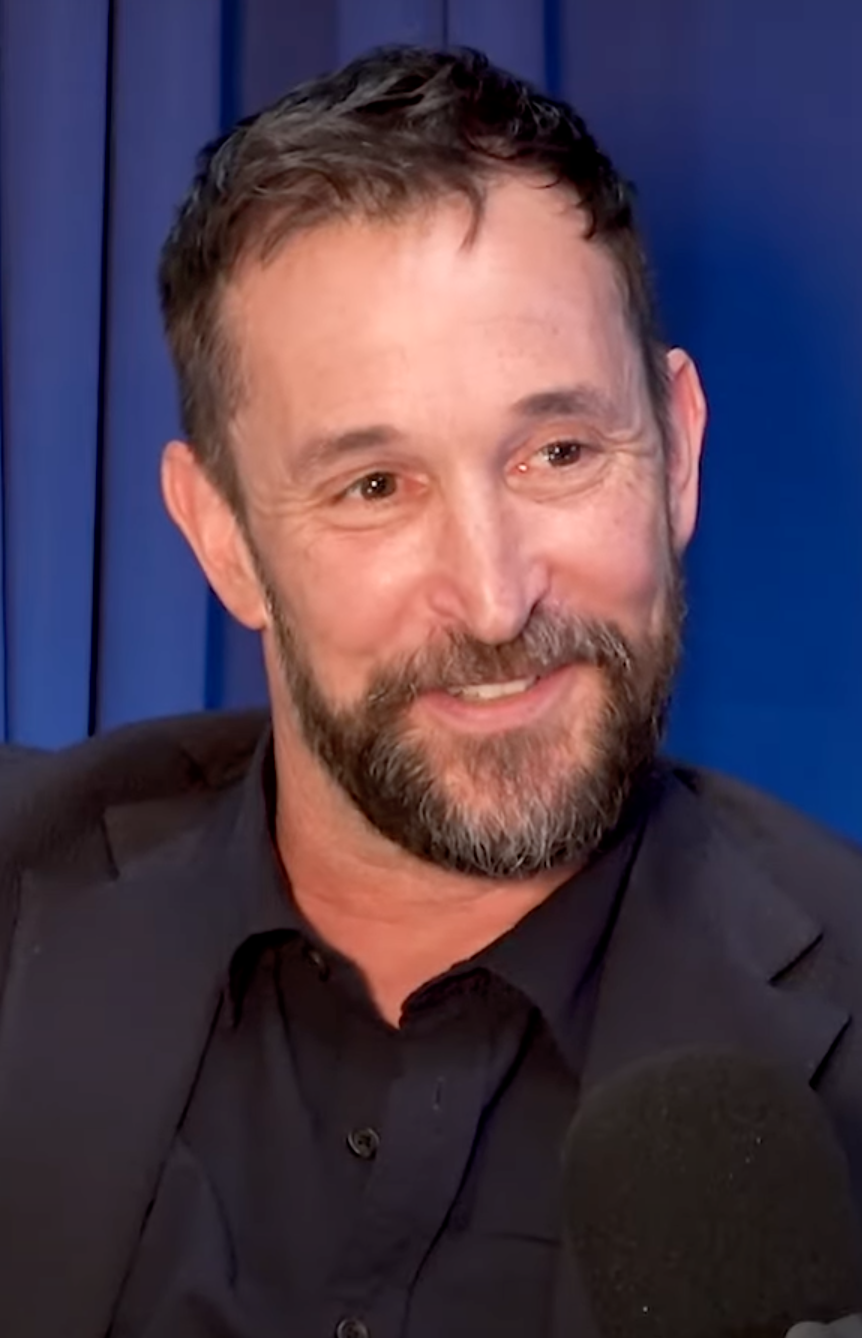
Noah Wyle
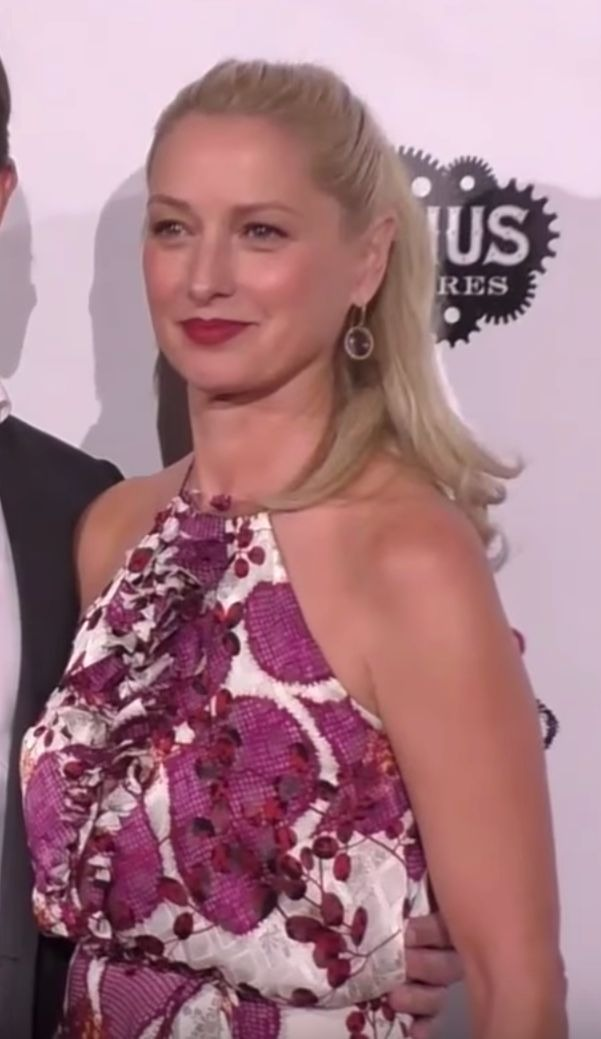
Katherine LaNasa
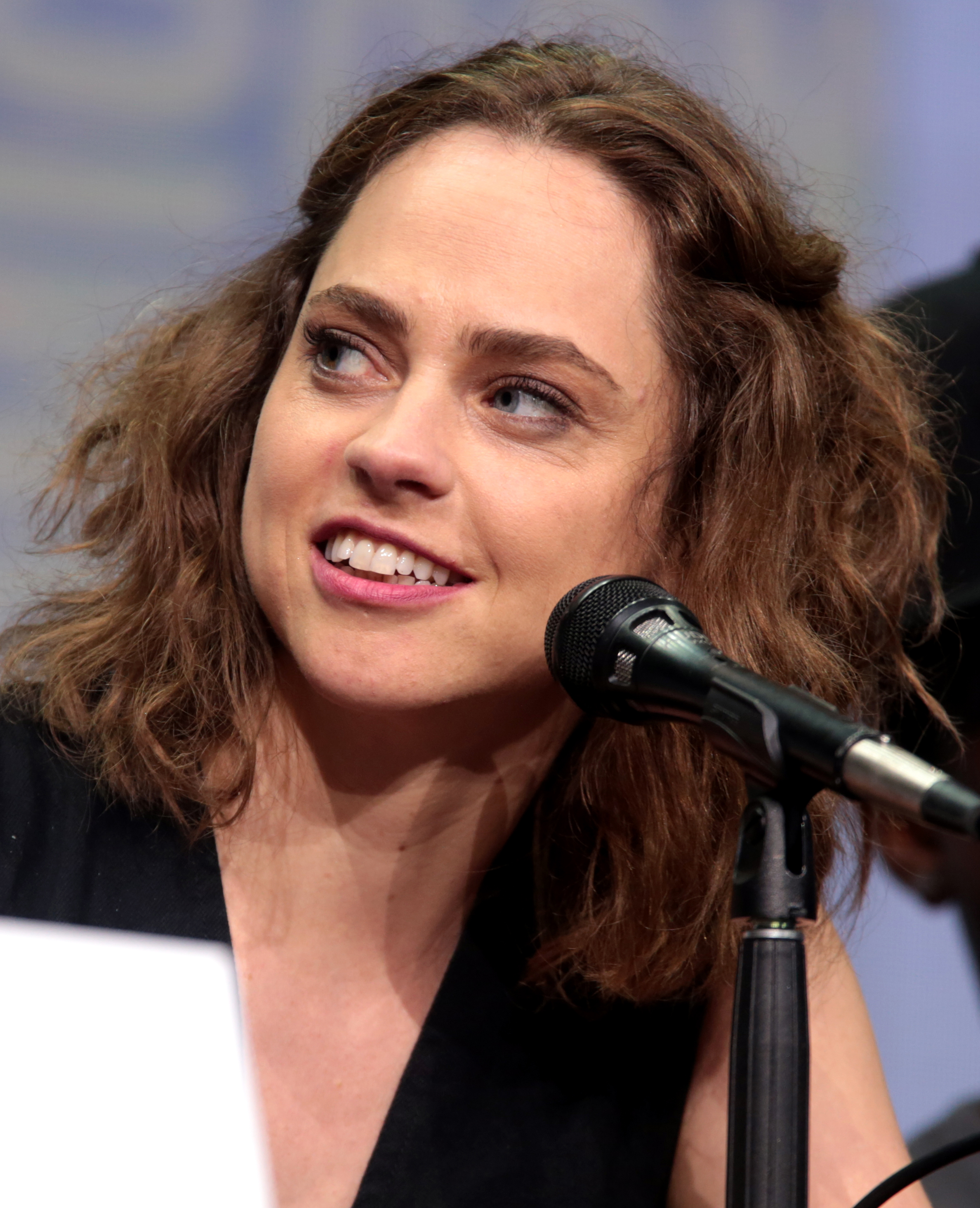
Fiona Dourif
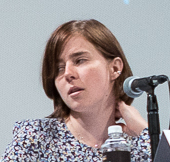
Taylor Dearden
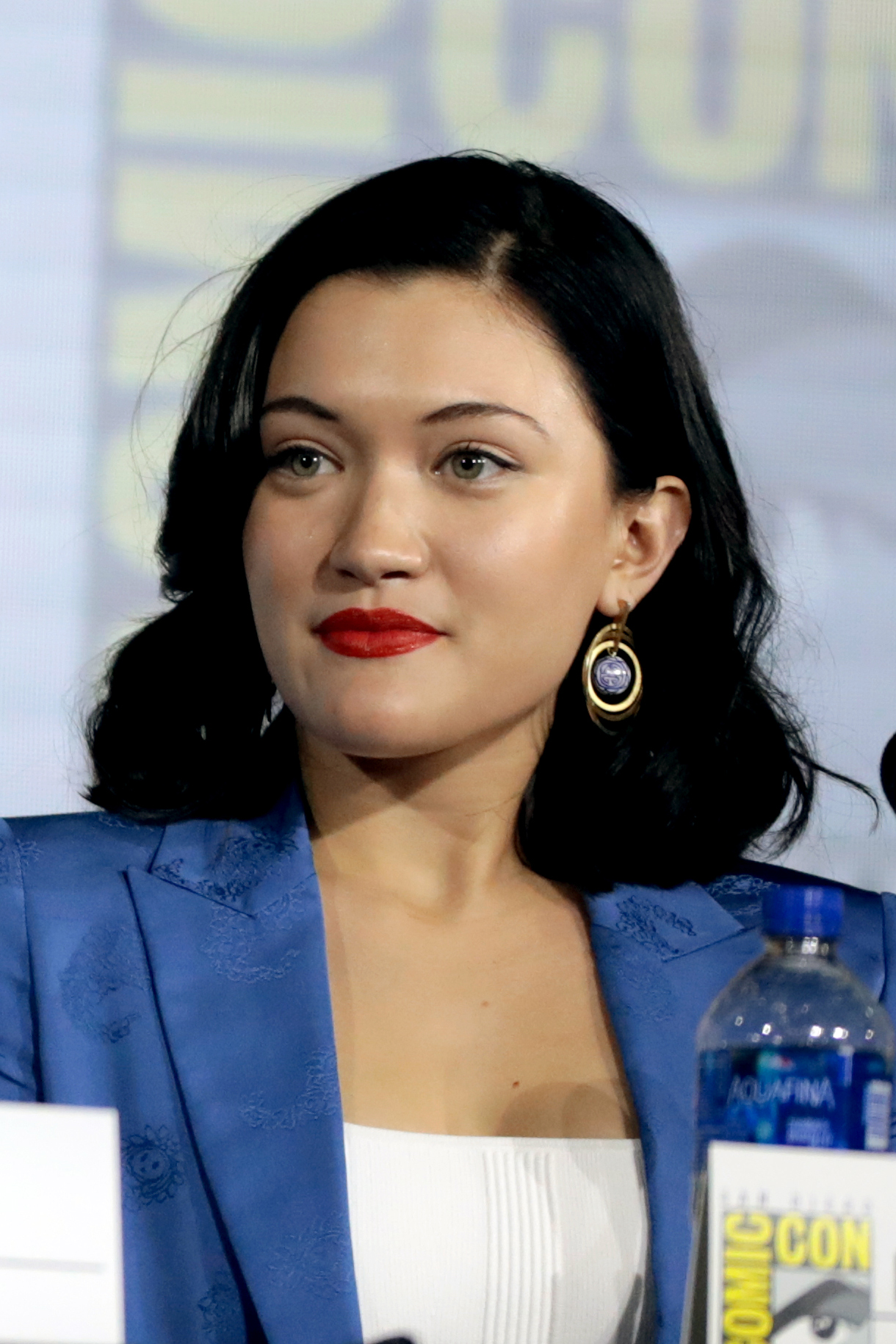
Isa Briones

### Ricorrenti
- Dott. Jack Abbott, interpretato da Shawn Hatosy.
Medico e vecchio rivale di Robby.
- Perlah Alawi, interpretata da Amielynn Abellera.
Infermiera del pronto soccorso.
- Mateo Diaz, interpretato da Jalen Thomas Brooks.
Infermiere del pronto soccorso.
- Donnie Donahue, interpretato da Brandon Mendez Homer.
Infermiere del pronto soccorso.
- Princess Dela Cruz, interpretata da Kristin Villanueva.
Infermiera del pronto soccorso.
- Theresa Saunders, interpretata da Joanna Going.
Donna preoccupata per il comportamento del figlio.
- Dott.ssa Eileen Shamsi, interpretata da Deepti Gupta.
Medico specializzando all'ultimo anno e madre di Victoria.
- Gloria Underwood, interpretata da Michael Hyatt.
Responsabile dell'ospedale.
- Kiara Alfaro, interpretata da Krystel V. McNeil.
Assistente sociale del reparto.
- Dott.ssa Yolanda Garcia, interpretata da Alexandra Metz.
Medico specializzando in chirurgia.
- Doug Driscoll, interpretato da Drew Powell.
Paziente che ha atteso per ore nella sala d'aspetto del pronto soccorso.
- Minu, interpretata da Arun Storrs.
Donna nepalese che è stata spinta sui binari del treno della metropolitana.
- John Bradley, interpretato da Brandon Keener.
Padre di un adolescente clinicamente morto.
- Joyce St. Claire, interpretata da Ashley Romans.
Donna affetta da anemia falciforme.
- Lily Bradley, interpretata da Samantha Sloyan.
Madre di un adolescente clinicamente morto.
- Jenna, interpretata da Mika Abdalla.
Studentessa di college in overdose.
- Kristi Wheeler, interpretata da Abby Ryder Fortson.
Adolescente incinta con un appuntamento per un aborto.
- Lynette Wheeler, interpretata da Marguerite Moreau.
Zia di Kristi.
- Lupe Perez, interpretata da Tracy Vilar.
Addetta alla reception dell'ospedale.
- Ginger Kitajima, interpretata da Shu Lan Tuan.
Anziana donna al pronto soccorso per una caduta.
- Piper Fisher, interpretata da Courtney Grosbeck.
Paziente affetta da clamidia.
- Laura Fisher, interpretata da Shani Atias.
Superiore di Piper.
- Dott. John Shen, interpretato da Ken Kirby.
Medico del turno di notte.
- Dott.ssa Parker Ellis, interpretata da Ayesha Harris.
Specializzanda del turno di notte.
- Dott.ssa Emery Walsh, interpretata da Tedra Millan.
Chirurga del turno di notte.

## Produzione

### Sviluppo
Nel marzo 2024 è stato comunicato che Warner Bros. Television Studios aveva iniziato la produzione di una serie da quindici episodi dal titolo The Pitt. La serie è creata da R. Scott Gemmill anche showrunner e produttore esecutivo insieme a Noah Wyle, John Wells, Erin Jontow, Simran Baidwan e Michael Hissrich.
Il 27 agosto 2024 è stato riferito che la proprietà di Michael Crichton, rappresentata dalla vedova Sherri, aveva citato in giudizio la Warner Bros. Television, Wells, Wyle e Gemmill per violazione del contratto, sostenendo che la serie fosse una rielaborazione di un sequel pianificato di E.R. - Medici in prima linea che non era stato approvato, e che Crichton avrebbe dovuto essere accreditato come creatore. Nel novembre 2024 i legali di Warner Bros. Television hanno respinto la causa sostenendo che è «una serie completamente diversa» e «le due serie hanno trame, personaggi, temi, ambientazioni e ritmi diversi».
Il 14 febbraio 2025 la serie è stata rinnovata per una seconda stagione. Prevista per il gennaio 2026, la stagione si svolge durante un turno al pronto soccorso nel giorno dell'indipendenza, il primo giorno di lavoro di Langdon dopo essere andato in una struttura di riabilitazione ospedaliera.

### Casting
Nel giorno dell'avvio della produzione, Wyle è stato scelto come protagonista. Il 12 luglio 2024 Tracy Ifeachor, Patrick Ball, Supriya Ganesh, Fiona Dourif, Taylor Dearden, Isa Briones, Gerran Howell, Shabana Azeez e Katherine LaNasa sono stati annunciati nel cast principale. Nel mese seguente Shawn Hatosy, Michael Hyatt, Jalen Thomas Brooks, Brandon Mendez Homer, Kristin Villanueva, Amielynn Abellera, Alexandra Metz, Krystel V. McNeil e Deepti Gupta sono stati confermati in ruoli ricorrenti. Nel giugno 2025, Charles Baker, Irene Choi, Laëtitia Hollard e Lucas Iverson sono stati scelti in ruoli ricorrenti per la seconda stagione. Nello stesso mese Sepideh Moafi è entrata nel cast principale della seconda stagione. Nel luglio 2025, è stato riferito che Ifeachor ha abbandonato la serie per una decisione del gruppo degli sceneggiatori. Nello stesso mese, Lawrence Robinson è stato scritturato in un ruolo ricorrente nella seconda stagione.

### Riprese
Le riprese sono iniziate nel settembre 2024 a Pittsburgh all'Allegheny General Hospital del North Side che è stato impiegato per le scene in esterno, mentre gli interni sono stati girati in uno studio a Burbank, California.
La produzione della seconda stagione è iniziata nel giugno 2025 a Los Angeles.

## Distribuzione
Negli Stati Uniti The Pitt è resa disponibile sulla piattaforma di streaming Max dal 9 gennaio 2025.
In Italia sarà trasmessa dal 24 settembre 2025 su Sky Atlantic.

## Accoglienza

### Critica
La serie ha ricevuto recensioni positive dalla critica. Rotten Tomatoes riporta il 95% delle recensioni professionali positive, con un voto medio di 8,55 su 10 basato su 75 critiche. Il consenso critico del sito web indica: «Ambientando le difficoltà della vita ospedaliera su un temporizzatore, The Pitt combina diverse formule efficaci per creare una corroborante e nuova serie medica.» Metacritic ha assegnato un punteggio di 76 su 100 basato su 26 recensioni, indicando "recensioni generalmente favorevoli".

## Riconoscimenti
- 2025 – Astra TV Awards[18][19]
  - Miglior attore in una serie drammatica a Noah Wyle
  - Miglior cast in una serie drammatica in streaming
  - Miglior sceneggiatura in una serie drammatica a Joe Sachs e R. Scott Gemmill per l'episodio 7:00 P.M.
  - Candidatura alla miglior serie drammatica
  - Candidatura alla miglior attrice non protagonista in una serie drammatica a Taylor Dearden
  - Candidatura alla miglior regia in una serie drammatica a John Wells per l'episodio 7:00 A.M.
- 2025 – Premio Emmy[20]
  - Candidatura alla miglior serie drammatica
  - Candidatura al miglior attore in una serie drammatica a Noah Wyle
  - Candidatura alla miglior attrice non protagonista in una serie drammatica a Katherine LaNasa
  - Candidatura al miglior attore guest star in una serie drammatica a Shawn Hatosy per l'episodio 9:00 P.M.
  - Candidatura al miglior casting in una serie drammatica
  - Candidatura alla miglior regia in una serie drammatica a Amanda Marsalis per l'episodio 6:00 P.M.
  - Candidatura alla miglior regia in una serie drammatica a John Wells per l'episodio 7:00 A.M.
  - Candidatura alla miglior sceneggiatura in una serie drammatica a Joe Sachs per l'episodio 2:00 P.M.
  - Candidatura alla miglior sceneggiatura in una serie drammatica a R. Scott Gemmill per l'episodio 7:00 A.M.
  - Candidatura al miglior sonoro per una serie commedia o drammatica (un'ora) per l'episodio 6:00 P.M.
  - Candidatura al miglior montaggio sonoro per una serie commedia o drammatica (un'ora) per l'episodio 7:00 P.M.
  - Candidatura al miglior trucco prostetico per l'episodio 4:00 P.M.
  - Candidatura al miglior trucco contemporaneo non prostetico per l'episodio 7:00 P.M.
- 2025 – Gotham Awards[21][22]
  - Miglior serie rivelazione
  - Candidatura alla miglior interpretazione da protagonista in una serie drammatica a Noah Wyle
  - Candidatura alla miglior interpretazione non protagonista in una serie drammatica a Katherine LaNasa
- 2025 – Television Critics Association Awards[23]
  - Serie dell'anno
  - Miglior serie drammatica
  - Miglior nuova serie
  - Miglior interpretazione in una serie drammatica a Noah Wyle